# Quercus phellos
Quercus phellos es una especie del género Quercus dentro de la familia de las Fagaceae. Está clasificada en la Sección Lobatae; del roble rojo de América del Norte, Centroamérica y el norte de América del Sur que tienen los estilos largos, las bellotas maduran en 18 meses y tienen un sabor muy amargo. Las hojas suelen tener lóbulos con las puntas afiladas, con cerdas o con púas en el lóbulo.

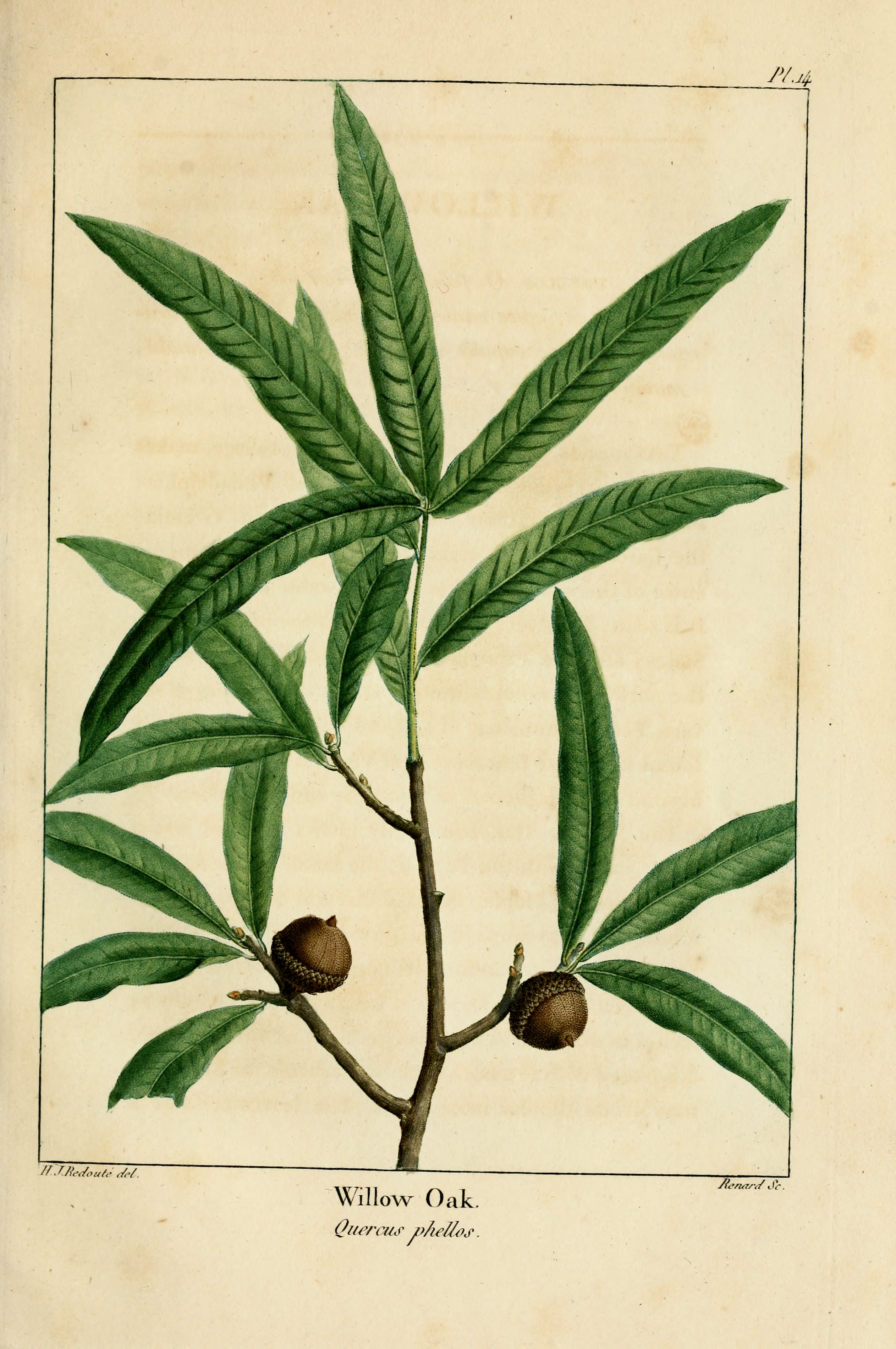
Ilustración

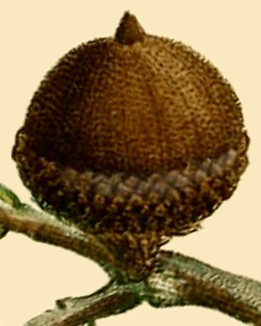
Ilustración

## Distribución y hábitat
Es nativa del este de América del Norte desde el sur de Nueva York (Long Island) al sur hasta el norte de Florida, y al oeste con más meridional de Illinois y el este de Texas. Se encuentra más comúnmente crece en las tierras bajas en llanuras de inundación, a menudo a lo largo de los arroyos, pero rara vez también en las tierras altas con mal drenaje, hasta 400 m de altitud.

## Descripción
Es un árbol de tamaño mediano que crece hasta los 20-30 m de altura (excepcionalmente 39 m), con un tronco de hasta 1 a 1,5 m de diámetro (excepcionalmente 2 m). Se distingue de la mayoría de los otros robles por sus hojas, que tienen forma de sauce, hojas de 5-12 cm de largo y 1-2.5 cm de ancho, con un margen entero; son de color verde brillante por encima, más pálido por debajo, por lo general sin pelo pero a veces velloso debajo. El fruto es una bellota de 8-12 mm de largo, y casi tan ancho como largo, con una copa poco profunda; es uno de los productores más prolíficos de bellotas, un árbol de alimento importante para las ardillas, pájaros y otros animales en el bosque. El árbol comienza la producción de bellota a los 15 años de edad, antes de muchas especies de roble.
Quercus phellos pueden crecer moderadamente rápido (crecimiento hasta la altura de 60 cm por año), y tienden a ser cónica a oblongo cuando son jóvenes, completando y ganando la circunferencia en la madurez (es decir, más de 50 años).

## Cultivo y usos
Sus usos económicos son principalmente como un árbol ornamental y de la madera para pulpa y papel de producción, si no también para la madera; a menudo se comercializa como madera "roble rojo".
El roble sauce es uno de los árboles más populares para la horticultura de la siembra, debido a su rápido crecimiento, resistencia, equilibrio entre axial y radial dominancia, capacidad para soportar el sol y la sombra, la luz del color de la hoja verde y la corona completa. A pesar de ser plantadas de forma masiva en los Estados Unidos del Sur (como Washington D. C. y Atlanta, Georgia) en torno a los centros comerciales, a lo largo de los caminos, etc, el árbol tiende a crecer más de lo que los planificadores esperan, y a menudo tiene las aceras agrietadas. Una solución interesante de ser estudiado es utilizar en las aceras 'goma', hechas de neumáticos reciclados.

## Taxonomía
Quercus phellos fue descrita por Carlos Linneo y publicado en Species Plantarum 2: 994. 1753.
Etimología
Quercus: nombre genérico del latín que designaba igualmente al roble y a la encina.
phellos: epíteto
Sinonimia
- Quercus phellos f. intonsa Fernald
- Quercus phellos f. phellos
- Quercus phellos var. sylvatica Michx.
- Quercus phellos var. viridis Aiton[3][4]